# Eimeria
Eimeria é um gênero que reune protozoários parasitas intracelulares que atacam as células intestinais ( enterócitos), principalmente de aves, também de ruminantes, equinos e suínos. Possuem zigoto imóvel, esporos com uma ou muitas paredes. A reprodução ocorre por uma alternância de fases de esquizogonia assexual, seguida de esporogonia.  
- Classificação científica
  - Gênero Eimeria;
  - Família Eimeriidae;
  - Ordem Coccidia;
  - Subclasse Telosporidia;
  - Subclasse Telosporidia;
  - Classe Sarcodina Rhyzopoda;
  - Filo Apicomplexa;
  - Reino Chromista.

- Os principais representantes são:
  - Hepatozoon, parasita, ataca o fígado e da medúla óssea de vários mamíferos.
  - Haemogregarina, parasita, ataca os glóbulos vermelhos do sangue de tartarugas, rãs e peixes.
  - Eimeria (Coccidium), parasita que ataca o epitélio digestivo de artrópodos e vertebrados, principalmente aves e mamíferos domésticos. a espécie Eimeria stiedae causa a coccidiose em coelhos domésticos.

- Filosofia de Thomas Cavalier-Smith

Eimeria é um género de protozoários apicomplexos da família Eimeriidae. Existem diversas espécies, muitas das quais parasitas intestinais de galináceos domésticos. 

## Impacto na Produção Econômica
No ano de 1998 (FREITAS, 2002) o Brasil era o terceiro maior produtor de frango para corte do mundo, produzindo cerca de 25 milhões de cabeças de matriz para corte e 2 bilhões de pintos para corte. Contudo, a presença de protozoário do gênero Eimeria gera formas clinicas e subclínicas da coccidiose, uma doença parasitária presente em todo o mundo, atrapalhando o desenvolvimento da cultura. Estima-se que há redução de cerca de 10% no ganho de massa corporal das aves e aumento de 8% nos custos de produção. Este patógeno é considerado um dos principais problemas da produção mundial da indústria avícola, apresentando custos da ordem de 500 milhões de dólares ao ano (em valores de 2002).
"O ciclo de vida das espécies de Eimeria possui três fases distintas: esporogonia que ocorre no meio exterior; merogonia e gametogonia que ocorrem dentro das células dos tubos digestivos das aves domesticadas, sendo necessário o desenvolvimento completo das três fases para haver a formação final de oocitos (forma de resistência)." São consideradas sete espécies que parasitam galinhas domésticas: Eimeria acervulina, E. brunetti, E. maxima, E. mitis, E. necatrix, E. praecox e E. tenella. A drogas anticoccidianas são de dois tipos: compostos quimicos sintéticos e compostos ionóforos. Sendo que os compostos ionóforos (monensina, salinomicina, narasina, lasalocida, maduramicina e senduramicina) são os mais usados atualmente. Contudo, há desenvolvimento de resistência por parte do protozoário, "mas os mecanismos pelos quais ocorrem a resistência ainda permanecem desconhecidos". As perdas econômicas em decorrência desta doença levaram à busca e ao desenvolvimento de diversos medicamentos anticoccidianos.

Devido aos altos custos das pesquisas desta área e à falta de eficiência completa dos anticoccidianos há o desinteresse da indústria farmacêutica em desenvolver novas drogas, fatos que tem levado os pesquisadores a buscar outras alternativas de combate à coccidiose. Tais alternativas usadas são: vacinas vivas, vacinas recombinantes, lecitinas e lecitinas de plantas (como a do milho, usado na alimentação das aves). Contudo, estudos complementares devem ser feitos sobre o efeito de lecitinas de plantas em espécies de Eimeria, pois estas apresentam capacidade estimulatória do sistema imune e tem sido progressivamente mais usado em aves para corte, conclui o autor.